# Modulación de amplitud en cuadratura
La modulación de amplitud en cuadratura o QAM (acrónimo de Quadrature Amplitude Modulation, por sus siglas en inglés) es una técnica que transporta dos señales independientes, mediante la modulación, tanto en amplitud como en fase, de una señal portadora. Esto se consigue modulando una misma portadora, desfasada en 90°. La señal modulada en QAM está compuesta por la suma lineal de dos señales previamente moduladas en doble banda lateral con portadora suprimida.
Se asocian a esta tecnología aplicaciones tales como:
- Módems telefónicos para velocidades superiores a los 2400 bps.
- Transmisión de señales de televisión, microondas, satélite (datos a alta velocidad por canales con ancho de banda restringido).
- Modulación con codificación reticulada, que consigue velocidades de transmisión muy elevadas combinando la modulación con la codificación de canal.
- Módems ADSL que trabajan a frecuencias comprendidas entre 24 kHz y 1104 kHz, alcanzándose velocidades de datos de hasta 9 Mb/s.

## QAM Analógica
La modulación QAM Analógica permite que dos señales provenientes de dos fuentes independientes, pero con características de ancho de banda similares, ocupen el mismo ancho de banda de transmisión y se puedan separar en el extremo receptor, ahorrando así el uso del ancho de banda disponible. Así, si dos señales {\displaystyle \scriptstyle I(t)} y {\displaystyle \scriptstyle Q(t)}, modulan dos señales portadoras de la misma frecuencia, una desfasada en 90° respecto a la otra, mediante el uso de moduladores de producto (que multiplican las señales por la portadora) la señal resultante será expresada matemáticamente de la forma:
{\displaystyle {\begin{aligned}s(t)&=I(t)\cos(2\pi f_{0}t)+Q(t)\cos(2\pi f_{0}t-90^{\circ })\\&=I(t)\cos(2\pi f_{0}t)+Q(t)\sin(2\pi f_{0}t)\end{aligned}}}
En el receptor, estas señales son demoduladas usando dos demoduladores de producto que multiplican la señal recibida {\displaystyle \scriptstyle r_{i}(t)}, proporcionalmente igual a {\displaystyle \scriptstyle s(t)} en dos vías separadas, con la señal de un oscilador local recuperada a partir de la señal recibida y con ésta desfasada en 90° para reproducir las señales originales {\displaystyle \scriptstyle I(t)} y {\displaystyle \scriptstyle Q(t)} respectivamente. Debido a la propiedad de ortogonalidad de las señales portadoras, es posible detectar independientemente las señales transmitidas.
En forma ideal, {\displaystyle \scriptstyle I(t)} se recupera al multiplicar la señal recibida por una portadora de frecuencia {\displaystyle \scriptstyle f_{0}} que puede ser expresada así:
{\displaystyle {\begin{aligned}I(t)&=r_{i}(t)\cos(2\pi f_{0}t)\\&=(I(t)\cos(2\pi f_{0}t)+Q(t)\sin(2\pi f_{0}t))\cos(2\pi f_{0}t)\\&=I(t)\cos(2\pi f_{0}t)\cos(2\pi f_{0}t)-Q(t)\sin(2\pi f_{0}t)\cos(2\pi f_{0}t)\\&=I(t)\cos ^{2}(2\pi f_{0}t)-Q(t)\sin(2\pi f_{0}t)\cos(2\pi f_{0}t)\end{aligned}}}
Usando las identidades trigonométricas, la ecuación anterior se puede escribir como:
{\displaystyle {\begin{aligned}I(t)&={\frac {1}{2}}I(t)\left[1+\cos(4\pi f_{0}t)\right]-{\frac {1}{2}}Q(t)\sin(4\pi f_{0}t)\\&={\frac {1}{2}}I(t)+{\frac {1}{2}}[I(t)\cos(4\pi f_{0}t)-Q(t)\sin(4\pi f_{0}t)]\end{aligned}}}
Haciendo pasar esta señal compuesta por un filtro pasa bajo adecuadamente diseñado, se remueven los componentes de altas frecuencias que contienen a {\displaystyle \scriptstyle 4\pi f_{0}t}, dejando solamente la señal {\displaystyle \scriptstyle I(t)}, que no es afectada por {\displaystyle \scriptstyle Q(t)}, lo cual demuestra que ambas señales pueden ser recibidas independientemente. En forma similar, la señal recibida es multiplicada por la señal del oscilador local desfasada en 90° y la señal compuesta se hace pasar por otro filtro paso bajo para extraer {\displaystyle \scriptstyle Q(t)}.
La fase de la señal recibida se supone que se conoce con exactitud en el receptor. Si la fase de demodulación está incluso un poco fuera del margen aceptado, el resultado es la presencia de diafonía entre las señales moduladas. Este problema de sincronización de portadora en el receptor debe ser manejado en los sistemas QAM de alguna manera. Por ejemplo, en la televisión analógica en color, es transmitida una ráfaga consistente en 8 a 11 ciclos de la subportadora de color, después de cada pulso de sincronización horizontal de referencia. Con esta táctica, se garantiza la sincronización en ambos extremos.
La QAM analógica es usada en los sistemas de televisión en color NTSC y PAL, en los cuales las señales {\displaystyle \scriptstyle I(t)} y {\displaystyle \scriptstyle Q(t)} transportan los componentes de crominancia. La modulación QAM-Compatible es usada en los sistemas de radiodifusión AM stereo para transportar la información de diferencia estéreo.

## Análisis de Fourier de la modulación QAM
En el dominio frecuencial, QAM tiene un patrón espectral similar al de la modulación doble banda lateral con portadora suprimida. Usando la transformada de Fourier sobre la expresión de la señal {\displaystyle \scriptstyle s(t)}, se encuentra que:
{\displaystyle S(f)={\frac {1}{2}}\left[M_{I}(f-f_{0})+M_{I}(f+f_{0})\right]-{\frac {j}{2}}\left[M_{Q}(f-f_{0})-M_{Q}(f+f_{0})\right]}
donde {\displaystyle \scriptstyle M_{I}(f),\,M_{Q}(f)\,y\,S(f)} son las transformadas de Fourier o representaciones en el dominio frecuencial de {\displaystyle \scriptstyle I(t)}, {\displaystyle \scriptstyle Q(t)} y {\displaystyle \scriptstyle s(t)}, respectivamente.

## QAM Digital

Diagrama para la modulación digital 16-QAM con ejemplos de puntos en un diagrama de constelaciones.

La QAM Digital, conocida también como QAM Cuantizada (de la expresión inglesa Quantized QAM), se basa en los principios de su similar analógica, con la diferencia de que tiene como entrada un flujo de datos binarios, el cual es dividido en grupos de tantos bits como se requieran para generar N estados de modulación, de allí que se hable de N-QAM. Por ejemplo, en 8-QAM, cada tres bits de entrada, que proporcionan ocho valores posibles (0-7), se alteran la fase y la amplitud de la portadora para derivar ocho estados de modulación únicos. En general, en N-QAM, cada grupo de m-bits genera {\displaystyle \scriptstyle 2^{m}=N} estados de modulación.
Para representar los estados de modulación posibles en los distintos tipos de modulación digital, como la QAM Cuantizada, se utiliza el llamado diagrama de constelación en analogía con la astronomía. Los puntos de la "constelación" están uniformemente dispuestos en una rejilla cuadrada con igual separación vertical y horizontal, aunque son posibles otras configuraciones. Puesto que en las telecomunicaciones digitales los datos son binarios, el número de puntos del diagrama es normalmente una potencia de 2. Ya que el número de estados de modulación en QAM es generalmente un número cuadrado, las formas más comunes son de 16-QAM, 64-QAM y 256-QAM. Al cambiar a una constelación de orden superior, es posible transmitir más bits por símbolo. Sin embargo, si la "energía promedio" de la constelación sigue siendo la misma, los puntos deben estar más cercanos y son por lo tanto más susceptibles al ruido y la distorsión, lo que resulta en una tasa de bits de error más alta y así la QAM de orden superior puede ofrecer más datos menos confiables que la QAM de orden inferior.
Si son necesarias velocidades de datos más allá de los valores ofrecidos en el esquema de modulación 8-PSK, lo más usual es cambiar a la modulación QAM ya que se obtiene una mayor distancia entre puntos adyacentes en el plano I-Q mediante la distribución de los puntos de manera más uniforme. Una desventaja, en este caso, es que los puntos ya no son todos de la misma amplitud, de modo que el demodulador debe correctamente detectar tanto la fase como la amplitud.
Los modos 64-QAM y 256-QAM se utilizan a menudo en la televisión digital terrestre y por cable y los módems de cable. En los Estados Unidos, estos son los esquemas de modulación digital obligatorios para televisión por cable aprobados por SCTE en la norma ANSI/SCTE 07 2000. La norma europea de televisión digital terrestre DVB-T utiliza las modulaciones 16-QAM y 64-QAM al igual que las normas ISDB-T y ISDB-Tb, también conocida como SBTVD. La modulación de 256-QAM está prevista  en el Reino Unido para la televisión en alta definición.
Los sistemas de comunicación diseñados para alcanzar niveles muy altos de eficiencia espectral suelen emplear constelaciones QAM muy densas. Por ejemplo, los dispositivos actuales de 500 Mbps para comunicación por cables de energía eléctrica usan las modulaciones 1024-QAM y 4096-QAM, así como los dispositivos bajo el futuro estándar de ITU-T denominado G.hn para redes sobre el cableado existente en casa (cable coaxial, líneas telefónicas y líneas eléctricas). Otro ejemplo, es la tecnología VDSL2 de pares de cobre trenzado, cuya constelación tiene un tamaño que abarca hasta los 32.768 puntos, que equivale al esquema de 15-QAM.

## Diagramas de moduladores y demoduladores QAM

### Modulador Analógico

Modulador para QAM Analógica

Las señales de entrada {\displaystyle \scriptstyle I(t)} y {\displaystyle \scriptstyle Q(t)}, pasan por moduladores de producto que modulan separadamente a la misma portadora que tiene frecuencia angular {\displaystyle \scriptstyle \omega } pero con desfase de 90°. Esto se indica en el diagrama bajo las funciones de coseno y seno. Las señales son sumadas por un circuito analógico lineal y de ahí pasan al equipo transmisor. En el caso de las normas de televisión cromática NTSC y PAL, estas señales incorporan los pulsos de sincronización vertical y horizontal, mientras que el audio se añade en el transmisor, con lo cual se completa la señal televisiva. A partir de la señal transmitida es posible recuperar la señal portadora lo que permite mantener la sincronización, tanto en fase como en frecuencia, entre la señal portadora y la señal del oscilador local del receptor.

### Modulador Digital

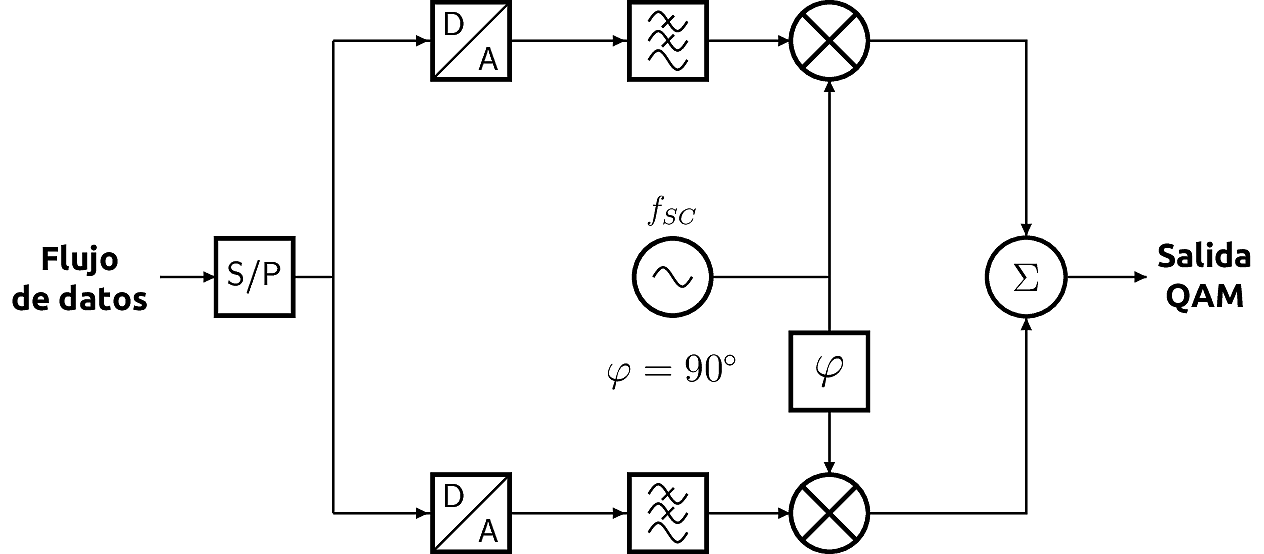
Modulador para QAM Digital

El flujo digital de datos, se divide en dos partes, mediante un convertidor serie-paralelo (S/P en la figura), las cuales atraviesan dos convertidores digital-analógico. Las señales pasan después por filtros pasa-bajo y luego son multiplicadas por la misma portadora de frecuencia {\displaystyle \displaystyle f_{SC}}, pero ésta es desfasada en 90° en una de las ramas de la figura, tal como ocurre en la QAM Analógica. Este paso genera las señales {\displaystyle \scriptstyle I(t)} y {\displaystyle \scriptstyle Q(t)} que serán transmitidas. Ambas señales son sumadas linealmente y se envían al canal de transmisión. La señal enviada, se expresa como esta sumatoria:
{\displaystyle s(t)=\sum _{n=-\infty }^{\infty }\left[v_{c}[n]\cdot h_{t}(t-nT_{s})\cos(2\pi f_{0}t)-v_{s}[n]\cdot h_{t}(t-nT_{s})\sin(2\pi f_{0}t)\right]}
donde {\displaystyle \scriptstyle v_{c}[n]} y {\displaystyle \scriptstyle v_{s}[n]} son los voltajes a la salida de los multiplicadores para el símbolo n-ésimo que está siendo transmitido.

### Demodulador Analógico
La señal analógica recibida {\displaystyle \scriptstyle r(t)} es dividida y cada parte es enviada a dos demoduladores de producto que la multiplican por la señal portadora con diferencias de fase de 90°. Las señales de salida de los demoduladores, denominadas {\displaystyle \scriptstyle Ir(t)} y {\displaystyle \scriptstyle Qr(t)} atraviesan los filtros pasabajos TP, adecuadamente diseñados para obtener las señales finales {\displaystyle \scriptstyle I(t)} y {\displaystyle \scriptstyle Q(t)}, que serán procesadas en forma independiente. Para mantener la sincronización, puede existir una etapa de recuperación de portadora que luego es filtrada y amplificada para ser mezclada o también, en forma alterna, un lazo de seguimiento de fase. El esquema de demodulación básico es mostrado en el diagrama que sigue.

### Demodulador Digital

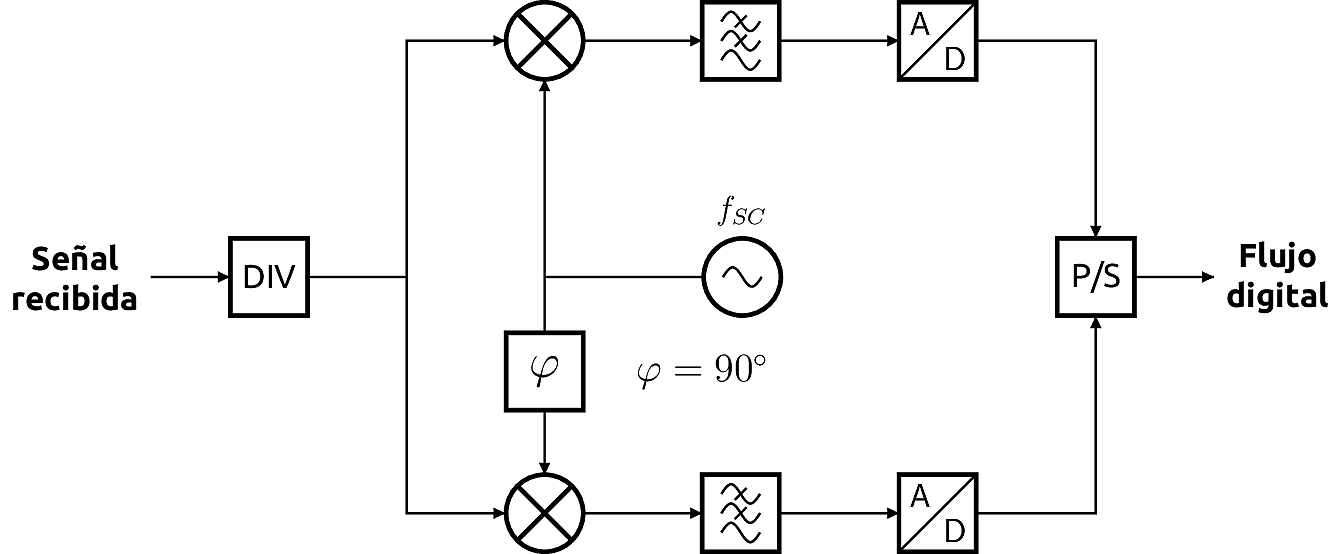
Demodulador para QAM

La señal recibida se divide en dos vías, mediante un divisor de potencia (DIV) en cada una de las cuales se encuentra un demodulador de producto alimentado por la señal de un oscilador local, sincronizado mediante un circuito de recuperación de portadora, cuya señal sufre un desfase de 90° en una de estas vías. Las señales a la salida de los demoduladores son procesadas con filtros pasa-bajo para eliminar los múltiplos de los armónicos de la señal del oscilador local y luego son convertidas en forma digital para, finalmente, mezclar los flujos digitales de datos en un convertidor paralelo a serie (P/S).
En la práctica, existe un retardo de fase desconocido entre el transmisor y el receptor que debe ser compensado por la sincronización del oscilador local del receptor. En aplicaciones móviles, siempre existirá una desviación en frecuencia debido a la posible presencia de un desplazamiento por efecto Doppler proporcional a la velocidad relativa entre el transmisor y el receptor. Tanto las variaciones de fase como de frecuencia introducidas por el canal deben ser compensadas mediante la adecuada sincronización del oscilador local, lo cual requiere una referencia de fase, y esta tarea se lleva a cabo mediante un lazo de seguimiento de fase.

## Rendimiento de la QAM cuantizada
Las siguientes definiciones son necesarias en la determinación de las tasas de error:
- {\displaystyle \scriptstyle M} = Número de símbolos en la constelación de modulación.
- {\displaystyle \scriptstyle E_{b}} = Energía por bit.
- {\displaystyle \scriptstyle E_{s}} = Energía por símbolo = {\displaystyle \scriptstyle kE_{b}} con k bits por símbolo.
- {\displaystyle \scriptstyle N_{0}} = Densidad espectral de ruido (expresada en W/Hz)
- {\displaystyle \scriptstyle P_{b}} = Probabilidad de error de bit.
- {\displaystyle \scriptstyle P_{bc}} = Probabilidad de error de bit por portadora.
- {\displaystyle \scriptstyle P_{s}} = Probabilidad de error de símbolo.
- {\displaystyle \scriptstyle P_{sc}} = Probabilidad de error de símbolo por portadora.
- {\displaystyle \scriptstyle Q(x)\;=\;{\frac {1}{2}}\operatorname {erfc} \left({\frac {1}{\sqrt {2}}}x\right)}.

{\displaystyle \scriptstyle Q(x)} está relacionada con la Función error de Gauss, y es la probabilidad de que x esté debajo de la "cola" de la curva de la función de densidad de probabilidad gaussiana hasta el infinito positivo.
Las tasas de error que son establecidas aquí son las de ruido blanco gaussiano aditivo.
Cuando se den las coordenadas de puntos de la constelación en esta sección, se deberá tener en cuenta que representan una constelación no normalizada. Es decir, si se requiere conocer la energía media en un punto, la constelación tendría que ser escalada linealmente.

Diagrama de constelaciones para 16-QAM.

## QAM Digital Rectangular
Los diagramas de constelaciones para la QAM Rectangular son, en general, inferiores a lo óptimo en el sentido de que no maximizan el espacio de los puntos de la constelación para una energía dada. Sin embargo, los puntos o símbolos de la constelación tienen la ventaja considerable de que pueden ser fácilmente transmitidos como dos señales por modulación por amplitud de pulsos con portadoras en cuadratura, y pueden ser fácilmente demodulados. Las constelaciones que no son cuadradas, logran marginalmente mejor tasa de error de bit (BER), pero son más difíciles de procesar.
La primera constelación para QAM Rectangular que suele aparecer es la de 16-QAM en la que se da un bit de asignación de código Gray. La razón de que sea así, es que una breve consideración revela que los esquemas digitales 2-QAM y 4-QAM son, de hecho, modulaciones por desplazamiento de fase (BPSK) y por cuadratura de fase (QPSK), respectivamente. Además, el rendimiento de tasa de error de la modulación 8-QAM es cercano a la de 16-QAM, pero su velocidad de datos es sólo 0,75 veces la de 16-QAM.
Las expresiones para la tasa de símbolos de error de QAM Rectangular no son difíciles de obtener, pero originan ecuaciones complicadas. Para un número par "k" de bits por símbolo existen expresiones exactas. Estas son más fácilmente expresadas en el sentido de errores por portadora, bajo esta fórmula:
{\displaystyle P_{sc}=2\left(1-{\frac {1}{\sqrt {M}}}\right)Q\left({\sqrt {{\frac {3}{M-1}}{\frac {E_{s}}{N_{0}}}}}\right)}
de modo que:
{\displaystyle \,P_{s}=1-\left(1-P_{sc}\right)^{2}}
La tasa de error de bit depende de la asignación de los símbolos, pero para {\displaystyle \scriptstyle E_{b}/N_{0}\gg 1} y un bit de código Gray, asumiendo que cada error de símbolo causa sólo un error de bit, la tasa de error de bit es aproximadamente:
{\displaystyle P_{bc}\approx P_{sc}/(k/2)={\frac {4}{k}}\left(1-{\frac {1}{\sqrt {M}}}\right)Q\left({\sqrt {{\frac {3k}{M-1}}{\frac {E_{b}}{N_{0}}}}}\right)}.
Ya que las portadoras son independientes, la tasa general de error de bit es la misma que la tasa de error por portadora, como ocurre en BPSK y QPSK.
{\displaystyle \,P_{b}=P_{bc}}

### QAM Rectangular de "k-impar"
Para valores impares de {\displaystyle \scriptstyle k}, como en 8-QAM ({\displaystyle \scriptstyle k=3}) es difícil obtener tasas de error de símbolo, pero un valor que puede ser aceptado, viene dado por:
{\displaystyle P_{s}\leq {}4Q\left({\sqrt {\frac {3kE_{b}}{(M-1)N_{0}}}}\;\right)}

### QAM No Rectangular

Diagrama de constelación para 8-QAM circular.

Diagrama de constelación para 16-QAM circular.

Es la naturaleza de QAM que la mayoría de los diagramas de constelaciones de cualquier orden se pueden construir de muchas formas diferentes y no es posible cubrirlas todas. Los diagramas anexos muestran la disposición de los puntos en el plano para los esquemas 8-QAM y 16-QAM circular.
La constelación 8-QAM circular es óptima, entre otras similares, ya que se requiere la mínima potencia promedio para una distancia mínima dada entre los puntos. No es así en la constelación de 16-QAM por estar debajo de lo óptimo, aunque para que lo sea, se puede construir una a lo largo de las mismas líneas de la constelación de 8-QAM.
La constelación circular destaca la relación entre las modulaciones digitales QAM y PSK. Se pueden construir diagramas para otros órdenes de constelaciones a lo largo de similares (o muy diferentes) líneas. En consecuencia, es difícil de establecer expresiones para las tasas de error de la QAM No-rectangular, ya que necesariamente ello depende de la configuración de la constelación. Sin embargo, un límite superior obvio vinculado a la tasa está relacionado con la distancia más corta en línea recta entre dos puntos, por lo cual la probabilidad de error de símbolo es definida como:
{\displaystyle P_{s}<(M-1)Q\left({\sqrt {\frac {d_{min}^{2}}{2N_{0}}}}\right)}
Una vez más, la tasa de error de bit depende de la asignación de los bits a símbolos. Aunque, en general, hay una constelación no rectangular que es óptima para una modulación M-QAM en particular, no utiliza ya que las señales en esquemas M-QAM Rectangulares son mucho más fáciles de modular y demodular.

## Interferencia y Ruido
Al pasar a una constelación QAM de orden superior en entornos de aplicación QAM adversos de RF/microondas, la interferencia multitrayectoria aumenta generalmente. Existe una dispersión de los puntos de la constelación, disminuyendo la separación entre estados adyacentes, por lo que es difícil que el receptor decodifique la señal apropiadamente, reduciéndose la inmunidad al ruido. Hay varias mediciones de los parámetros de prueba que ayudan a determinar un modo QAM óptimo para un entorno operativo específico. Los tres parámetros siguientes son los más significativos:
- Relación portadora/interferencia.
- Relación portadora a ruido
- Relación umbral a ruido.